# 田中滋夫
田中 滋夫（たなか しげお）は、日本の都市計画家。地域プランナー。株式会社都市デザイン代表。早稲田大学、東京理科大学非常勤講師、早稲田都市計画フォーラム代表幹事。　技術士建設部門(都市および地方計画)。
都市デザインを、現場を通じて実践することを目指している。
都市計画業務を原則として構想策定から基本計画、実施計画と設計、さらに運営管理構築まで通し各穫の都市空間形成事業に携わっている。

## 略歴
1966年、早稲田大学理工学部建築学科卒業。
1972年まで、早稲田大学大学院理工学研究科博士課程単位取得。都市計画専修（吉阪隆正研究室在籍）。研究室在籍中「杜の都・仙台のすがた－その将来像を提案する」に参画。都市計画学会石川賞受賞。その他受賞多数。
その間1968年、アトリエ系建築設計事務所「DAMDAN」設立し1988年まで共同主宰。
1979年より早稲田大学理工学部非常勤講師。1980年、株式会社都市デザイン設立し、代表取締役。2003年、同社代表事業部門担当就任。1998年より同専門学校（現早稲田大学芸術学校）講師。2004年からは東京理科大学で都市デザイン演習、講義を担当。

## 作品・実績等
- 仙台泉中心市街地整備プロジェクト
- 仙台市一番町ブランドーム:都市景観大賞受賞
- 仙台141再開発　日専連仙台ビープ：仙台都市景観賞受賞
- 全国各地の市街地整備と再開発事業　黒石市、いわき市、鹿児島市他。